# Montgomery Clift
Edward Montgomery Clift (17 d'octubre 1920 - 23 de juliol de 1966) fou un actor estatunidenc conegut pel nom artístic de Montgomery Clift.

## Joventut
Clift va nér a Omaha (Nebraska), fill d'Ethel Anderson Fogg Blair i William Brooks Clift, un banquer amb arrels al sud dels Estats Units. Clift tenia una germana bessona, Roberta, i un germà més gran, Brooks. Clift descriuria al seu pare com un borratxo amb qui mai havia tingut bones relacions. Se'n va anar a Broadway a l'edat de tretze anys aconseguint un cert èxit a l'escenari. Deu anys més tard passà a Hollywood, debutant a Riu Vermell al costat de John Wayne (1948). Aquell mateix any va ser nominat per a l'Oscar per The Search. Clift encarnava una nova classe d'actor principal: sensible, intens i maco, la classe d'homes que tota dona voldria. Començava una carrera altament reeixida, actuant a molts papers nominats per l'Oscar i convertint-se en un ídol de primera gràcies a la seva mirada i atractiu sexual. Les seves escenes d'amor amb Elizabeth Taylor a A Place in the Sun (1951) signifiquen un nou nivell per al romanticisme al cinema. Els seus papers en aquesta pel·lícula i les clàssiques D'aquí a l'eternitat (1953) i El ball dels maleïts (1958) es consideren els millors de la seva carrera.
Clift i el seu rival a les pantalles, Marlon Brando, eren popularment coneguts a Hollywood com els "Golddust Twins" a causa de la seu ràpid ascens a la fama.

## Accident de cotxe
El 12 de maig de 1956, mentre estava filmant L'arbre de la vida, es va estimbar amb el seu cotxe contra un arbre quan sortia d'una festa a casa d'Elizabeth Taylor, la seva parella a la pel·lícula, i l'aleshores marit d'aquesta, Michael Wilding. Sentint el soroll de l'accident, Elizabeth va córrer al costat de Clift i li va salvar la vida traient-li de la gola dues dents que li havien saltat i s'hi havien allotjat. Clift va necessitar cirurgia estètica extensa per reconstruir la seva cara i si bé va retornar unes quantes setmanes més tard per acabar la pel·lícula, el seu aspecte quedà permanentment desfigurat.
L'abans i el després de la cara de Clift és aparent a la pel·lícula. En aquells moments, Clift s'havia enganxat a l'alcohol i a píndoles contra el dolor, i la seva salut es deteriorava. Taylor i Clift van romandre amics fins a la seva mort.

## Carrera postaccident
Posteriorment, Clift, amb Lee Remick, va aparèixer a Wild River d'Elia Kazan (1960). Dersprés coprotagonitzà amb Marilyn Monroe i Clark Gable Vides rebels de John Huston (1961), que resultà ser l'última pel·lícula dels dos darrers. Clift interpretà Freud de John Huston (1962), però el seu estil de vida destructiu li estava afectant la salut. L'Universal el renyava per les seves absències freqüents que feien que la pel·lícula ultrapassés el pressupost. El cas es resolgué gràcies a l'èxit de la pel·lícula.
L'última nominació a l'Oscar de Clift fou com a actor secundari pel seu paper de testimoni en el Els judicis de Nuremberg (1961). Montgomery Clift moria el 1966 a l'edat de 45 anys per complicacions causades per les seves severes addiccions a medicaments i a l'alcohol.

## Vida personal
Patricia Bosworth, que va tenir accés a la família de Clift i a moltes persones que el van conèixer i treballar amb ell, va escriure en el seu llibre: "Abans de l'accident, Monty havia tingut innombrables afers amb homes i dones... Després del seu accident de cotxe, i com que la seva addicció a les drogues esdevingué més greu, sovint era impotent, i el sexe es va fer menys important per a ell. Les seves entregues més profundes eren emocionals, més que sexuals, i reservades a les velles amistats; era incondicionalment fidel a homes com William LeMassena i dones com Elizabeth Taylor, Libby Holman i Ann Lincoln."
Segons el germà de Clift, era probable que Clift fos bisexual. Elizabeth Taylor, a qui va conèixer quan se suposava que era la seva cita a l'estrena de The Heiress, va ser una figura important a la seva vida; van aparèixer junts a A Place in the Sun, on, en les seves escenes romàntiques, van rebre un reconeixement considerable per la seva naturalitat i el seu aspecte. Clift i Taylor van tornar a aparèixer junts a L'arbre de la vida i De sobte, l'últim estiu, i van seguir sent bons amics fins a la mort d'ell. L'any 2000, als premis GLAAD, on va ser guardonada pel seu treball per a la comunitat LGBT, Taylor va ser la primera persona en declarar públicament que Clift era gai, i s'hi va referir com el seu millor amic i confident.
Com que Clift va ser considerat no apte per a treballar a mitjan dècada del 1960, Taylor va posar el seu salari per a la pel·lícula com a assegurança, per tal que Clift fos el seu co-protagonista a Reflexos en un ull daurat. Tot i així, el rodatge va continuar posposant-se fins que Clift va acceptar protagonitzar The Defector per demostrar-se apte per al treball. Va insistir a realitzar ell mateix les seves escenes de risc, fins i tot nedar al riu Elba al març. Finalment, les filmacions de la pel·lícula es van programar per l'agost de 1966, però Clift va morir el mes anterior, i va ser substituït per Marlon Brando.

## Filmografia
- The Search (1948)
- Riu Vermell (1948)
- The Heiress (1949)
- Assetjats (The Big Lift) (1950)
- A Place in the Sun (1951)
- Jo confesso (1953)
- Terminal Station (1953)
- D'aquí a l'eternitat (1953)
- Operation Raintree (1957) (curt)
- L'arbre de la vida (1957)
- Lonelyhearts (1958)
- El ball dels maleïts (1958)
- De sobte, l'últim estiu (Suddenly, Last Summer) (1959)
- Riu Salvatge (Wild River) (1960)
- Vides rebels (The Misfits) (1961)
- Freud (1962)
- Els judicis de Nuremberg (1962)
- The Defector (1966)

## Premis i nominacions

### Nominacions
- 1949: Oscar al millor actor per The Search
- 1952: Oscar al millor actor per A Place in the Sun
- 1954: Oscar al millor actor per D'aquí a l'eternitat
- 1962: Oscar al millor actor secundari per Els judicis de Nuremberg
- 1962: Globus d'Or al millor actor secundari per Els judicis de Nuremberg
- 1962: BAFTA al millor actor estranger per Els judicis de Nuremberg